# リズム歌謡
リズム歌謡（リズムかよう）とは昭和期の歌謡曲の中の1ジャンルを示す名称である。

## 概要
日本では、1964年にサーフィンブーム、1965年にエレキギターブームが巻き起こり、歌謡曲にもエレキギターやビートが取り入れられるようになった。
吉田正は1961年にヨーロッパを、1962年にアメリカを視察して、日本にも同様にサーフィンミュージックやエレキサウンドが普及すると直感し、橋幸夫に「恋をするなら」を歌わせた。いわゆる青春歌謡御三家の筆頭格であり、ポップスからは最も遠いイメージのある橋幸夫がいち早くエレキギターとダンスビートを導入し、既存の歌謡曲のメロディと歌唱法に無理やり採用したような形式となった。当人たちがいたってまじめにやっていたことと、日本的な音階とエレキギターのサウンドの親和性が意外に高かったことから、この方法論はやがて和製ポップスへと洗練されてゆくことになる。
リズム歌謡またはエレキ歌謡とはグループ・サウンズ登場までの過渡期に現れたキッチュな音楽ジャンルである。

## ベンチャーズ歌謡
1965年に訪日したザ・ベンチャーズは、日本のエレキギターブームのきっかけとなったわけではあるが、同じ東芝音工に所属していた加山雄三との交流を通じて、日本の歌謡界でも作曲家として関わるようになった。1966年に発売された和泉雅子・山内賢のデュエット曲『二人の銀座』でが、その先駆となる。『二人の銀座』は大ヒットとなり、翌1967年には和泉、山内の主演で同名の映画も公開された。この大ヒットを受けて、東芝音工は他の所属歌手の曲もベンチャーズに依頼するようになった。奥村チヨの『北国の青い空』、渚ゆう子の『京都の恋』、『京都慕情』や欧陽菲菲のデビュー曲となった『雨の御堂筋』などは、いずれも大ヒットとなった。
こういったベンチャーズ作曲によるエレキ歌謡を「ベンチャーズ歌謡」と呼ぶ。

## リズム歌謡曲の一例（リズム歌謡の編集盤に収録されているものを列記する）
- 渡辺マリ
  - 「東京ドドンパ娘」
- 笠置シヅ子
  - 「東京ブギウギ」
  - 「買物ブギー」
- 橋幸夫
  - 「恋をするなら」
  - 「恋のメキシカン・ロック」
  - 「あの娘と僕（スイム・スイム・スイム）」
  - 「ゼッケンNO.1スタートだ」
  - 「チェッ・チェッ・チェッ（涙にさよならを）」
- 美空ひばり
  - 「お祭りマンボ」
  - 「春のサンバ」
  - 「真赤な太陽」
- 海道はじめ
  - 「スナッキーで踊ろう」